# Thermo Fisher Scientific

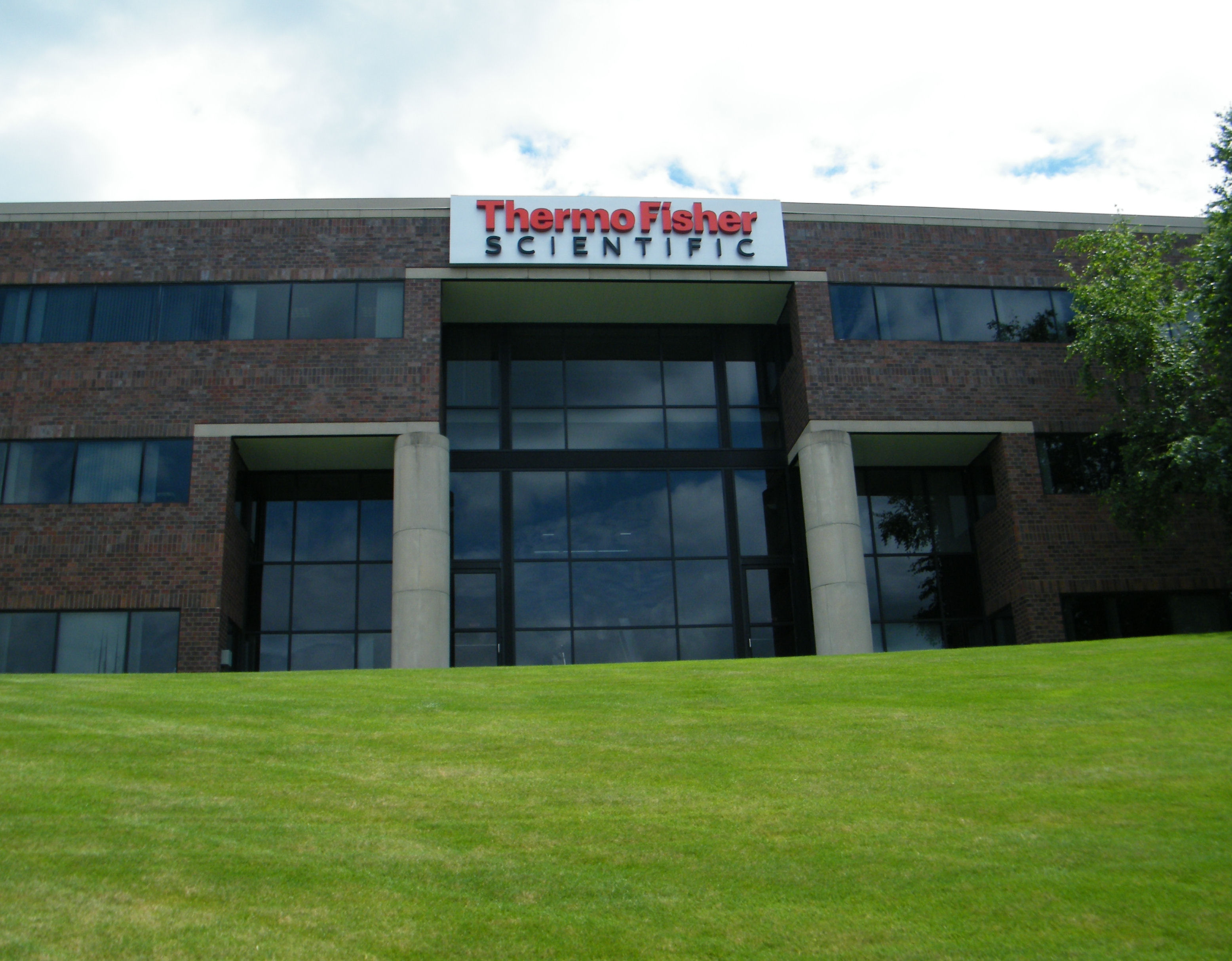
Hoofdkantoor van Thermo Fisher Scientific in Waltham, Massachusetts

Thermo Fisher Scientific Inc. is een Amerikaans bedrijf dat actief is in de levenswetenschappen en klinisch onderzoek. Het bedrijf levert wereldwijd analytische instrumenten, oplossingen voor klinische ontwikkeling, gespecialiseerde diagnostiek, laboratoriumdiensten en diensten aan de farmaceutische en biotechnologische industrie. Het hoofdkantoor is gevestigd in Waltham, Massachusetts. 
In 2023 bedroeg de marktkapitalisatie van Thermo Fisher Scientific ongeveer 202 miljard Amerikaanse dollar. Op basis van de jaaromzet van 44,92 miljard dollar in 2022 stond het bedrijf op de 97e plaats in de Fortune 500-lijst.

## Geschiedenis
Thermo Fisher ontstond in 2006 door de fusie van Thermo Electron en Fisher Scientific.
Sinds de oprichting heeft het bedrijf diverse andere leveranciers van reagentia, verbruiksartikelen, instrumentatie en diensten overgenomen. Enkele belangrijke overnames zijn onder andere Life Technologies Corporation (2013), Alfa Aesar (2015), Affymetrix (2016), FEI Company (2016), BD Advanced Bioprocessing (2018) en PPD (2021).

## Bedrijvigheid
Het bedrijf levert onder andere laboratoriumbenodigdheden aan universiteiten, overheidsinstellingen en commerciële laboratoria. Daarnaast speelt Thermo Fisher een rol in het ondersteunen van wereldwijde gezondheidsdoelen, zoals door samenwerkingen met ngo’s en deelname aan initiatieven rondom pandemiebestrijding, duurzaamheid en wetenschappelijke educatie. Hun technologieën worden gebruikt bij grenscontrole (zoals DNA-analyse), voedselveiligheidstests en ook ruimteonderzoek.

## Aanwezigheid in Nederland
Thermo Fisher Scientific is actief op 11 locaties in Nederland en heeft meer dan 2.400 medewerkers in dienst. Dit maakt Nederland de derde grootste vestiging van het bedrijf binnen de EMEA-regio (Europa, Midden-Oosten en Afrika) .
In Groningen bevindt zich een belangrijke faciliteit die gespecialiseerd is in cGMP-productie voor zowel preklinische als commerciële toepassingen, waaronder de productie van recombinante eiwitten en monoklonale antilichamen. De locatie in Bleiswijk fungeert als logistiek centrum voor ultracold chain-oplossingen en is gericht op het ondersteunen van geavanceerde therapieën zoals cel- en gentherapieën, biologics, antilichamen en vaccins. Daarnaast vervult Thermo Fisher vanuit vestigingen in onder andere Breda en Ochten een centrale rol in distributie- en logistieke dienstverlening van laboratorium- en onderzoeksbenodigdheden. Ook wordt er in Nederland ingezet op innovatie en technologieontwikkeling: op de High Tech Campus in Eindhoven werkt Thermo Fisher aan geavanceerde technologieën binnen de life sciences, waarmee het bedrijf ook zijn onderzoeks- en ontwikkelingscapaciteit in de regio versterkt.

## Aanwezigheid in België

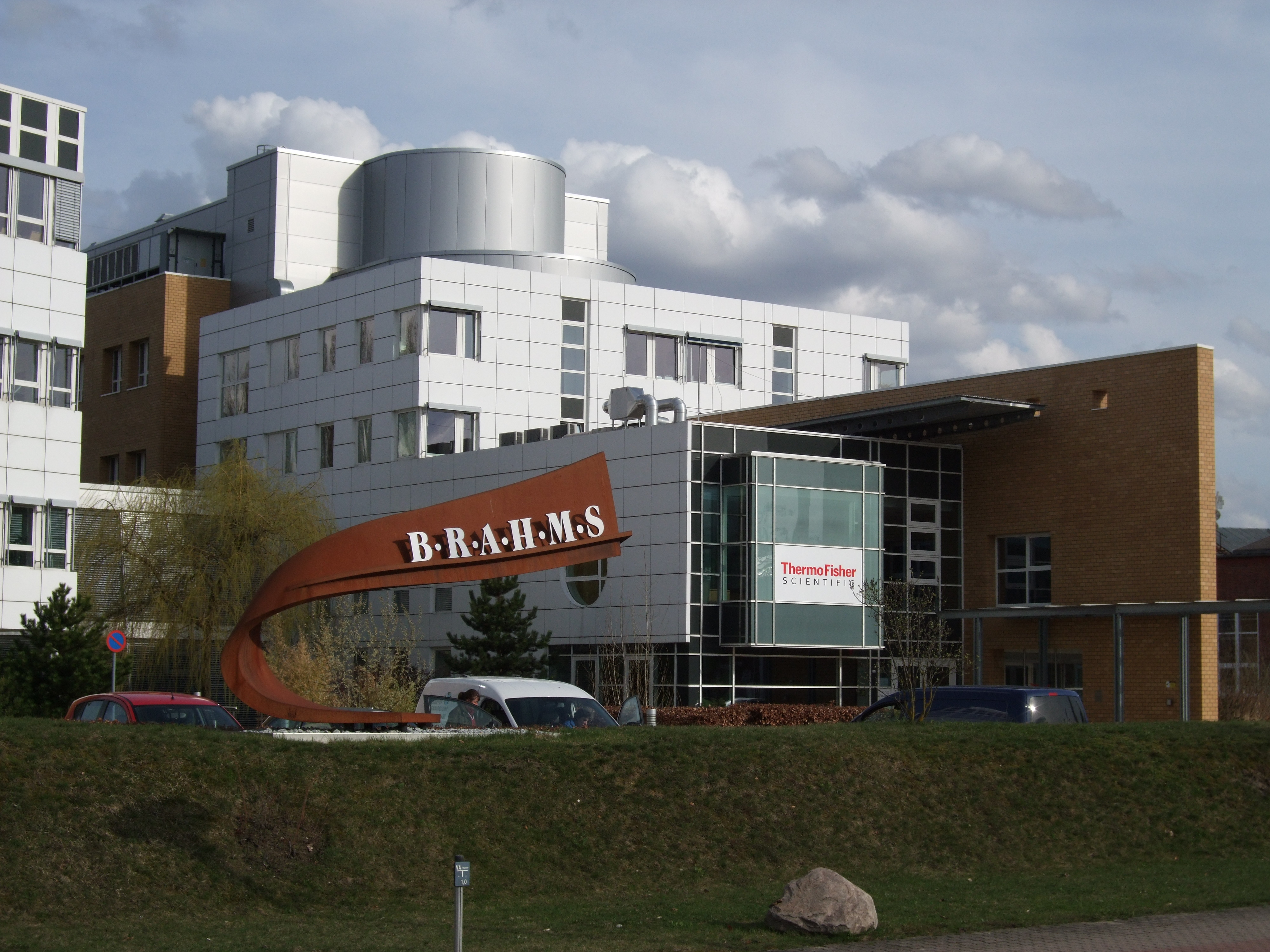
Thermo Fisher, voorheen bekend als Brahms, in Hennigsdorf, Duitsland

In Gosselies beschikt het bedrijf over een faciliteit die zich richt op de ontwikkeling van virale vectoren voor klinische toepassingen. 

## Diagnostiek
Thermo Fisher Scientific biedt diagnostische oplossingen voor klinische laboratoria, waaronder systemen voor klinische chemie, immunoassays en moleculaire diagnostiek. Diagnostische analysers zijn onder meer de Phadia 250 voor allergie- en auto-immuuntesten en de Indiko Plus voor klinische chemie.